# 杨玉亭
杨玉亭（1903年—1966年），原名汉璋，男，陕西富平人，中华人民共和国政治人物，曾任陕西省财政厅厅长，陕西省人民委员会副省长，陕西省政协副主席。